# The Coalition
The Coalition (anteriormente chamados Zipline Studios, Microsoft Game Studios Vancouver e Black Tusk Studios), é um estúdio canadense de jogos eletrônicos de propriedade da Xbox Game Studios. Tem sede em British Columbia, no Canadá. Mudou o nome para Black Tusk Studios em Novembro de 2012, e ficou com a tarefa de criar uma série para a Microsoft para rivalizar com a popular franquia Halo.
Em Janeiro de 2014, a Microsoft adquiriu os direitos da série Gears of War à Epic Games e que Black Tusk Studios ficaria responsável por criar os futuros jogos da série.
Em Junho de 2015, Rod Fergusson, o chefe do estúdio, anunciou no Xbox Wire que Black Tusk Studios iriam passar a ter o nome The Coalition.

## Jogos produzidos

### Como Zipline Studios
| Ano  | Título       | Plataforma(s) | Publicadora(s) |
| ---- | ------------ | ------------- | -------------- |
| 2011 | Relic Rescue | Facebook      | Facebook, Inc. |

### Como Microsoft Game Studios Vancouver
| Ano  | Título           | Plataforma(s) | Publicadora(s)    |
| ---- | ---------------- | ------------- | ----------------- |
| 2012 | Microsoft Flight | Windows       | Microsoft Studios |

### Como The Coalition
| Ano  | Título                         | Plataforma(s)                      | Publicadora(s)    | Notas                                                         |
| ---- | ------------------------------ | ---------------------------------- | ----------------- | ------------------------------------------------------------- |
| 2015 | Gears of War: Ultimate Edition | Windows, Xbox One                  | Microsoft Studios | Remaster de Gears of War (2006), desenvolvido pela Epic Games |
| 2016 | Gears of War 4                 | Windows, Xbox One                  | Microsoft Studios | —                                                             |
| 2019 | Gears Pop!                     | Android, iOS, Windows              | Xbox Game Studios | Desenvolvido em colaboração com Mediatonic                    |
| 2019 | Gears 5                        | Windows, Xbox One, Xbox Series X/S | Xbox Game Studios | Também desenvolveu o pacote de expansão Hivebusters (2020)    |
| 2020 | Gears Tactics                  | Windows, Xbox One, Xbox Series X/S | Xbox Game Studios | Desenvolvido em colaboração com Splash Damage                 |
| ASA  | Gears of War: E-Day            | Windows, Xbox Series X/S           | Xbox Game Studios | Desenvolvido em colaboração com People Can Fly                |

### Jogos cancelados
- Project Columbia [6]